# الظلام (لعبة فيديو)

يهدد داركلينغ أحد المارة بينما يراقب محلاق كريبنغ دارك.

تعرض جاكي إستاكادو للاغتيال على يد "عمه" باولي فرانشيتي بسبب جنون العظمة المطلق من أن جاكي يسعى لمنصب الدون.مع حلول الليل، يظهر الظلام - القوة الشيطانية القديمة التي سكنت سلالة جاكي لأجيال - بعنف ويذبح ملاحديه.بفضل الصلاحيات الجديدة التي خططها، يفكك جاكي تدريجيًا عمليات غسيل المخدرات والأموال التي يقوم بها باولي. رداً على ذلك، قصف فرانشيتي دار أيتام سانت ماري حيث نشأ ولديه منفذه الرئيسي، كابتن الشرطة إيدي شروت، واختطف صديقة طفولة جاكي، جيني رومانو ، وأخذها إلى دار الأيتام لاستخدامها كطعم. .يبحث جاكي عنها على عجل في المبنى بينما يسخر منه ذا داركنيس بذكرياته السيئة.عندما وصل إليهم أخيرًا، منعته قوة الظلام وأجبر جاكي على مشاهدة باولي وهو يقتل جيني.أثناء فرار باولي وإدي، يقوم جاكي بمحاولة أنتحار منكوبا بالحزن.
يجد جاكي نفسه مستيقظًا في العالم الآخر، يشبه خنادق الحرب العالمية الأولى ويسكنه جنود ألمان وبريطانيون مرقعون في الحرب بالإضافة إلى التمثيلات الجسدية لفرسان نهاية العالم الأربعة .هناك يلتقي بجده الأكبر، أنتوني إستاكادو، الذي يوضح أنه هو الذي جلب الظلام إلى عائلتهم وأن جاكي يمكن أن يتحرر من اللعنة عن طريق غزو أعمق قلعة في العالم الآخر ومواجهة الظلام هناك.
بمجرد تعافيه، يقرر جاكي أنه يجب عليه التخلص من إيدي قبل أن يتمكن من مواجهة باوليبعد فشله في قتله في شقته، يسرق جاكي حقيبة تحتوي على بضائع مسروقة ومملوكة له من حمام عام الذي يستخدمه ضباط الشرطة الفاسدون كواجهة، حيث يقوم بتجهيزه بالمتفجرات.ينتهي الأمر بالقبض عليه من قبل رجاله بعد تبادل لإطلاق النار.بعد سماعه عن شحنة مخدرات عهد بها أحد الغوغاء في شيكاغو إلى باولي للتعامل معها من أحد ضباطه، يقوم جاكي بتفجير المادة المتفجرة، مما أدى إلى مقتل إيدي ورجاله.ستيقظ جاكي مجددًا في العالم الآخر.توني بجروح قاتلة في الهجوم.
يواجه جاكي الظلام ويفاجئه عن طيب خاطر، مما يسمح له بالتحكم الكامل في الروح في العالم الحقيقي.ومع ذلك، يخبره أنه بينما يتحكم الآن، سيصبح أكثر استهلاكًا للظلام.شن ذا داركتيس هجومًا على شحنة المخدرات، مما تسبب في فرار باولي إلى قصر منارة آمن خوفًا من انتقام غوغاء شيكاغو لفشله في حماية شحنة المخدرات بالإضافة إلى حقيقة أنهم رأوا أن باولي أصبح مسؤولا عن ذلك بسببه. طبيعته غير المستقرة جعلته يستخدم فشله ذريعة للتخلص منه.ستغل جاكي كسوف الشمس لمداهمة القصر وقتل باولي في النهاية.تستمتع شخصية ذا داركنيس، بفورة جاكي القاتلة ويغلف جاكي بالكامل.
يجد جاكي نفسه مستلقيًا على مقعد في الحديقة بين ذراعي جيني.توضح جيني أنه يُسمح لهما فقط ببضع دقائق بالبقاء معًا قبل أن يودعا بعضهما البعض للمرة الأخيرة.يحاول جاكي أن يسأل كيف، لكن جيني تهدئه، مما يسمح لهما بالاستمتاع باللحظات الأخيرة معًا.

## تعريف اللعبة
الظلام أو ذا داركنيس ، هي لعبة فيديو من نوع تصويب منظور الشخص الأول، تم تطويرها بواسطة استوديوهات ستاربريز ونشرتها تو كي جيمز لأجهزة بلاي ستيشن 3 وإكس بوكس 360 . تم إصدار اللعبة في عام 2007 في أمريكا الشمالية وأوروبا وهي مبنية على سلسلة الكتب المصورة The Darkness التي نشرتها شركة Top Cow Productions . تم إصدار تكملة بعنوان الظلام 2 في عام 2012 

## أسلوب اللعب
تتضمن اللعبة مجموعة من أسلحة العصر الحديث بالإضافة إلى قوى الظلام، والتي تشمل استدعاء أربعة مخلوقات شبيهة بالعفاريت تسمى عصابة الظلام "Darklings" والتي يمكنها مهاجمة الأعداء، باستخدام مخالب الظلام "Dark" لاختراق الأعداء أو تحطيم الجدران، باستخدام مخالب الظلام "Dark" لاختراق الأعداء أو تحطيم الجدران. محلاق "الظلام الزاحف" الذي يتسلل عبر الأرضيات والجدران والأسقف لإخراج الأعداء من مسافة بعيدة وإنشاء ثقب أسود يمتص أي شيء قريب إليه. لا يمكن استخدام قوى الظلام في منطقة مضاءة جيدًا ولكن يمكن استخدامها في المناطق المظلمة وتحت الظلام الدامس؛ يستطيع اللاعب إطلاق الأضواء للمساعدة في زيادة كمية الطاقة المظلمة المتاحة. بالإضافة إلى ذلك، من خلال السماح للظلام باستهلاك قلوب ضحاياه، يمكن للاعب زيادة تأثيرات قوى الظلام.
تحتوي اللعبة على عدة مستويات بناءً على مناطق مدينة نيويورك التي يزورها اللاعبون عدة مرات. يسمح نظام مترو الأنفاق للاعب بالتنقل بين المناطق. في حين أن الحبكة الرئيسية خطية في المقام الأول، وتتطلب من اللاعب زيارة كل منطقة بترتيب معين، يمكن للاعب القيام بمهام جانبية من خلال التحدث مع شخصيات غير لاعبين تتجول في محطات مترو الأنفاق. إكمال المهام الفرعية يكسب اللاعب رقم هاتف "قابل للتحصيل" والذي يمكن استخدامه بعد ذلك على أي هاتف لفتح وسائط اللعبة الإضافية؛ يمكن أيضًا العثور على المقتنيات المنتشرة في جميع أنحاء المستوى. تتميز مستويات العالم الأخر Otherworld بمقتنيات في شكل بريد بريدي غير منشور يمكن للاعب تسليمه عند العودة إلى مدينة نيويورك لفتح المحتوى.

## روابط خارجية
- الموقع الرسمي
- Starbreeze page
- 2K Games page
- الظلام على موبي غيمز